# Station Hazebrouck
Station Hazebrouck (Frans: Gare d'Hazebrouck) is een spoorwegstation in de Noord-Franse stad Hazebroek. Het station is gelegen aan de lijn Lille - Les Fontinettes en aan lijn Arras - Dunkerque-Locale. Vroeger liepen vanaf Hazebroek ook de spoorlijnen Hazebrouck - Boeschepe en Hazebroek - Merville.